# Прелоге-при-Коніцах
Прелоге-при-Коніцах (словен. Preloge pri Konjicah) — поселення в общині Словенське Коніце, Савинський регіон, Словенія. Висота над рівнем моря: 422,4 м.